# Lövbergstjärnen (Råneå socken, Norrbotten, 732988-178469)
Lövbergstjärnen är en sjö i Bodens kommun i Norrbotten och ingår i Råneälvens huvudavrinningsområde.